# 207563 Toscana
207563 Toscana è un asteroide della fascia principale. Scoperto nel 2006, presenta un'orbita caratterizzata da un semiasse maggiore pari a 2,9030582 UA e da un'eccentricità di 0,0584250, inclinata di 3,27546° rispetto all'eclittica.